# Горнякское (сельское поселение)

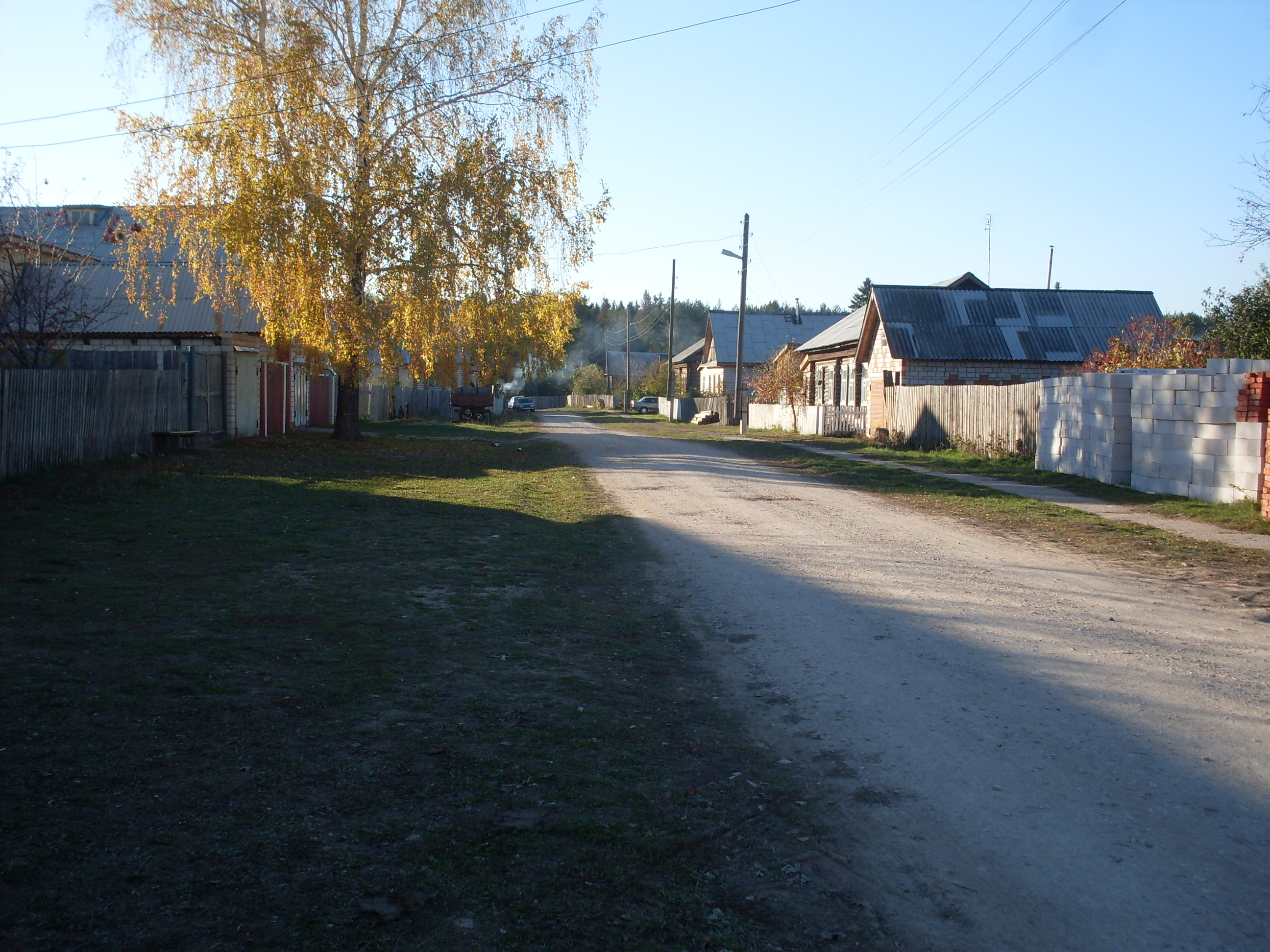
Улица села Горняк, центра сельского поселения

Горнякское — упразднённое муниципальное образование со статусом сельского поселения в Можгинском районе Удмуртии Российской Федерации.
25 июня 2021 года упразднено в связи с преобразованием муниципального района в муниципальный округ.

## Население
| 2008  | 2010  | 2012  | 2013  | 2014  | 2015  | 2016  |
| ----- | ----- | ----- | ----- | ----- | ----- | ----- |
| 1354  | ↘1281 | ↗1283 | ↗1297 | ↘1294 | ↘1256 | ↗1261 |
| 2017  | 2018  | 2019  | 2020  |       |       |       |
| ↗3535 | ↘3482 | ↘3421 | ↘3397 |       |       |       |

## Состав
В состав муниципального образования входят 11 населённых пунктов, в том числе 5 населенных пунктов с центральной усадьбой в селе Горняк и деревнями Лудзи-Шудзи, Акаршур, Бальзяшур и Новый Карамбай, а также 6 населённых пунктов бывшего сельского поселения Черёмушкинское: село Черёмушки, станция Керамик, деревня Чумойтло, разъезд Чумойтло, нп Дома 1035 км, нп Дома 1038 км.

## История
Образовано в 2006 году в результате отделения от Пычасского сельского совета.
Законом Удмуртской Республики от 8 апреля 2016 года № 20-РЗ, были преобразованы, путём их объединения, муниципальные образования Горнякское и Черёмушкинское в новое МО «Горнякское» с административным центром в селе Горняк.
Депутатский корпус сельского Совета депутатов состоит из 11 человек, где  деревни Акаршур и Бальзяшур представлены одним депутатом, 2 депутата от деревни Лудзи-Шудзи и 4 депутата представляют интересы жителей села Горняк. Муниципальное образование "Черемушкинское" представлено в новом Совете четырьмя депутатами.
Главой МО "Горнякское" Решением Совета депутатов первого созыва №1.4 от 26 сентября 2016 года избран Васильев Александр Геннадьевич

## Экономика
Экономическую основу муниципального образования составляют 6 производственных участков, 3 индивидуальных предпринимателя, занимающихся заготовкой и обработкой древесины, 2 предпринимателя занимаются кузовным ремонтом машин.
Производственный участок общества с ограниченной ответственностью «НПО НОРТ» занимается производством биоогнезащитных средств. На предприятии занято от 7 до 10 человек.
Производственный участок «Можгалес», созданнай на базе Горнякского лесничества занимается заготовкой древесины, лесничие осуществляют лесоохранные мероприятия.
Производственный участок общества с ограниченной ответственностью «Гефес» предоставляют услуги художественной ковки металла и сварочных работ.
На территории муниципального образования размещаются производственные участки открытых акционерных обществ «Можгинское дорожное предприятие» и «Можгинское мостовое предприятие», где работают порядка 30 человек, проживающих в населенных пунктах муниципального образования.
Индивидуальный предприниматель Иванов Сергей Михайлович занимается переработкой древесины, предоставляет услуги населению в обеспечении древесными отходами и пиломатериалом. Его производство модернизируется, расширяются площади.
Хорошо зарекомендовала себя мастерская по кузовному ремонту автомобилей индивидуальных предпринимателей Токарева Сергея Анатольевича и Махнева Сергея Дмитриевича, на протяжении 5 лет они предоставляют услуги по кузовному ремонту автомобилей.
В 2015 году начато строительство крупного предприятия "Удмуртстальмост", для производства стальных пролетов мостовых конструкций. Планируемая численность работающих - до 70 человек.

## Сельское хозяйство
Сельское хозяйство представлено исключительно крестьянско-фермерскими и личными подсобными хозяйствами.
На территории Горнякского сельского поселения работают семь крестьянско-фермерских хозяйств и общество с ограниченной ответственностью «Акаршур». Все земли сельскохозяйственного назначения — долевые земли пайщиков, которые обрабатываются сельхозпроизводителям на правах аренды.
Имеют продолжительный стаж возделывания земель индивидуальные предприниматели: Григорьев Михаил Витальевич, Шабалин Михаил Гаврилович, Бабинцев Александр Степанович, Федоров Вадим Александрович перенял дело от родителей, Кузнецов Алексей Михайлович — 3 года, в 2009 году начали предпринимательскую деятельность Кузнецова Дина Николаевна и Алексеев Петр Николаевич.
Традиционно возделываются зерновые культуры, картофель, многолетние травы,
предприниматели Шабалин и Григорьев специализируются на овощах — капусте и моркови.
Государственные программы по субсидированию сельхозпроизводителей позволяют приобретать новую сельскохозяйственную технику, навесное оборудование, возводить сельхозпостройки.
Молочно-товарным производством занимается ООО «Акаршур», поголовье КРС составляет 220 голов, из них 80 голов коров.
Небольшое стадо имеет индивидуальный предприниматель Федоров Вадим Александрович.
Производители молока обеспечивают себя кормами, фуражным зерном, силосом.
Деревни муниципального образования на сегодняшний день не имеют никакого производства. Крестьянско-фермерские хозяйства позволяют трудоустроить в период сезонных работ треть населения деревень.
Государственная программа субсидирования занятости населения позволяет нетрудоустроенным гражданам открыть своё дело, развивать личное подсобное хозяйство.
Так в 2009 году субсидиями воспользовались 7 граждан муниципального образования:
приобретали коров, молодняк КРС и свиней, корма, пчел, навесное оборудование к сельхозтехнике.
Развитие личных подсобных хозяйств дает возможность жителям деревень муниципального образования иметь средства для жизни.

## История
История села Горняк целиком и полностью связана с цехом подготовки производства № 84 производственного объединения «Ижсталь». Основной задачей цеха была доставка камня-известняка на мартены — сталеплавильные печи. С 1942 года, когда увеличили госзаказ на сталь, возникла необходимость в строительстве новых производственных объектов. Построены новые бараки для рабочих, столовая, закончено строительство железнодорожной ветки со станции Пычаса до карьера. Добыча и вывоз камня в то время производился вручную — летом путём вскрытия грунта, зимой — шахтным способом. С введением механизированного труда объёмы производства увеличились, увеличивалась и численность рабочих. Первые жители села Горняк строили себе дома здесь же, поблизости от производства без разрешения и оформления соответствующих документов, по этому до 1962 в народе называли его «Нахаловкой».
На базе цеха № 84 была организована строительная бригада, своими силами построен детский сад на 70 мест, ремонтировались и строились новые дома, одними из первых в районе под руководством начальника цеха Ивана Николаевича Скрылева был проведен в поселок газ, построено и сдано в эксплуатацию новое современное здание школы, которое в наше время считается одним из самых старых зданий, но до сих пор удовлетворяет современным нормам и правилам. В это же время ресурсами цеха проведены водопровод и канализация, организовано центральное отопление социально значимых объектов. Село Горняк до сих пор остается одним из самых благоустроенных населенных пунктов Можгинского района.

## Благоустройство
С момента образования Администрации муниципального образования функции благоустройства возложены на муниципалитет. Это и содержание дорог, освещение населенных пунктов, мероприятия по санитарной очистке и озеленению, обеспечение утилизации мусора и твердых бытовых отходов.
Заложенная в бюджет сумма на эти цели заставляет рачительно расходовать средства и исполнять возложенные обязательства.
В 2008—2009 годах значительно помогли в решении вопросов благоустройства так называемые «президентские» средства, выделенные муниципальным образованиям.
На них были изготовлены и установлены стелы с наименованием муниципального образования, аншлаги с названием населенных пунктов, приведено в порядок адресное хозяйство, в д. Лудзи-Шудзи установлена автобусная остановка, отреставрирована ограда вокруг Дома культуры, пешеходный мост, установлен информационный щит, благоустроены кладбища, отремонтированы памятники и обелиски, покрыты щебнем дороги и улицы в деревнях Акаршур и Бальзяшур.
Во исполнение мер по занятости населения в муниципальном образования было трудоустроено через Центр занятости в 2009 году пять человек, в 2010 −6 человек, которые занимались разными работами по благоустройству, в том числе Горнякской общеобразовательной школы. Благодаря им в некоторых населенных пунктах поддерживался порядок в течение всего сезона.
Каждую весну проходят субботники по очистке от зимнего мусора, проводятся мероприятия по благоустройству и озеленению.
Традиционными стали конкурсы на лучшую усадьбу и палисадник среди домовладений и лучший цветник среди организаций. Итоги конкурсов позволяют утверждать, что с каждым годом участников и победителей становиться больше. Облагороженный внешний облик населенных пунктов отмечают сами жители.
Совместные усилия населения и Администрации по поддержанию эстетического состояния территории удерживают муниципальное образование на лидирующих позициях в районе.

## Здравоохранение
Два фельдшерско-акушерских пункта осуществляют лечебную, профилактическую и санитарно-просветительскую работу среди населения муниципального образования. В процессе оптимизации Горнякский ФАП приобрел современные помещения, отвечающие требованиям: кабинет приема больных, процедурный кабинет, приема детей и женщин, бытовая комната, открыт физиокабинет.
Почти 25 лет ведет прием больных заведующая ФАПом Токарева Нина Аркадьевна, опытный, доброжелательный и тактичный специалист.
24 года заботится о здоровье женщин и детей акушерка Чайникова Елена Юрьевна, добрая, внимательная и заботливая.
Сотрудники ФАП имеют 1 квалификационную категорию, участвуют в осуществлении
мероприятий национального проекта «Здоровье» по привитию населения и профилактике заболеваемости.
Горнякский ФАП один из лучших в районе. На территории ФАП разбит прекрасный цветник, каждое лето радующий пациентов и прохожих.
Деревни Акаршур и Бальзяшур обслуживаются фельдшером Кузнецовой Клавдией Алексеевной, специалистом с 20-летним стажем. Посещение пожилых больных на дому, опека детей асоциальных семей ложится на плечи Клавдии Алексеевны. Удаленность этих деревень от участковой больницы накладывает дополнительную ответственность на местного фельдшера.
Каждый фельдшерско-акушерский пункт имеет аптечные пункты, где больные могут приобрести медикаменты первой необходимости.
Стационарное лечение и консультации врачей жители муниципального образования получают в Пычасской участковой больнице, находящейся в 5 км от села Горняк и деревни Лудзи-Шудзи и 20 км от деревень Бальзяшур и Акаршур.

## Торговля
Продукты питания и товары первой необходимости население может приобрести в учреждениях торговли. Все деревни муниципального образования обслуживаются магазинами РАЙПО, в селе Горняк торговлю осуществляют общество с ограниченной ответственностью «Сельмаг» и индивидуальный предприниматель Николаев Александр Гаврилович. Он начал свою деятельность в 1995 году с продовольственного ларька, а на сегодняшний день три его магазина предлагают населению разнообразный продуктовый ассортимент, промышленные и строительные товары. Магазины работают по заявкам покупателей. Несмотря на возросший объём товарооборота, продавцы всегда стараются уделить максимум внимания каждому покупателю.

## Культура
Библиотечное обслуживание в муниципальном образовании осуществляет Горнякская сельская библиотека, где читателей 422 человека, из них 105 — дети. Читатели посещают библиотеку около 6500 раз в год, число выданных книг превышает 14000 экземпляров. Долгое время библиотекой заведовала Алефтина Петровна Кирющенкова, а с октября 2009 года — Егорова Алена Сергеевна, филолог с высшим образованием.
С 1960 года ведет отсчет своей истории библиотека, основанная как профсоюзная производственного объединения «Ижсталь». Фонд библиотеки тогда составлял всего 300 экземпляров, с 1989 года- филиал Можгинской районной библиотечной системы. В 2006 году в процессе оптимизации Горнякская сельская библиотека переехала в новое просторное помещение одного из блоков детского сада.
Благодаря стараниям библиотекаря ведется фотоистория села Горняк, запечатлены имена всех участников Великой Отечественной войны, наших земляков.
Активное влияние оказывают работники культуры на облик центра с. Горняк — их стараниями разбит большой цветник, радующий жителей села цветами на протяжении всего лета. территория сада вокруг здания сДК всегда ухожена, каждый год убираются листья, остригаются кусты, производится косметический ремонт здания.

## Дошкольное образование
Дошкольное образование в муниципальном образовании «Горнякское» представлено муниципальным дошкольным образовательным учреждением «Горнякский детский сад». На сегодняшний день детский сад работает на полную мощность — его посещают 70 детей. Горнякский детский сад относится к детскому саду 3-й категории, укомплектован тремя группами. Одноэтажное, благоустроенное здание построено в 1979 году, реконструировано в конце 1980-х годов.
Основной вид деятельности и главная задача детского сада — сохранение и укрепление здоровья детей, их личностное развитие. Решать её помогает программа Васильевой «Программа обучения и воспитания детей в детском саду». Воспитатели занимаются с детьми по моторике рук, сенсорике, учат лепить и строить, логически мыслить, правильно говорить, петь, танцевать. На протяжении 5 лет руководит Горнякским детским садом Газизуллина Нурия Хазиевна.
В детском саду в одном ряду работают как опытные воспитатели с многолетним стажем, так и молодые специалисты. Воспитатели Перцева Галина Ивановна, Харина Галина Борисовна и Грибушина Галина Семеновна имеют 25-летний педагогический стаж. Крепко влились в коллектив и радуют хорошим качеством работы молодые воспитатели Лебедева Татьяна Александровна, На протяжении 30 лет всегда рядом с детьми трудится заботливая няня — Попова Нина Ивановна. Через её теплые руки за это время прошло более 600 воспитанников. 
Благодаря стараниям коллектива и родителей помещения и прилегающая территория детского сада находятся в отличном состоянии, отмечается в числе лучших в районе.
В связи с демографическим ростом возникает проблема нехватки мест для желающих устроить ребёнка в Горнякский детский сад.

## Школьное образование
Обучением детей на территории муниципального образования занимаются общеобразовательные начальная школа в деревне Бальзяшур, где в этом году учатся 10 учеников и средняя школа в селе Горняк, где обучаются 131 учащийся.
Основу педагогического коллектива составляют педагоги с 1 квалификационной категорий. 3 учителя имеют высшую квалификационную категорию. На протяжении 36 лет работает в образовательном учреждении учителем русского языка и литературы Исымбаева Любовь Николаевна. Она удостоена высокого звания «Заслуженный учитель Удмуртской республики». Скобелева Надежда Александровна, Исымбаева Любовь Николаевна, Аркадьева Надежда Петровна, Красноперова Татьяна Ивановна и Егорова Надежда Аркадьевна являются отличниками народного образования, почетными работниками народного образования Удмуртской республики. Многие учителя награждены почетными Грамотами и благодарственными письмами Министерства образования и Правительства Удмуртской республики. В рейтинге образовательных учреждений Можгинского района по критерию «Педагогические кадры», школа занимает первое место.
Коллектив школы успешно справляется с поставленной задачей. Об этом наглядно свидетельствуют итоги успеваемости учащихся. При 100 процентной успеваемости качество знаний составляет 60 %. Выпускники успешно справляются с Единым государственным экзаменом, по результатам ЕГЭ по математике, русскому языку, физике, биологии и обществознанию школа занимает лидирующие позиции в рейтинге общеобразовательных учреждений в районе. Учащиеся участвуют в районных и Республиканских конкурсах и олимпиадах.

## Общественная жизнь
На территории МО проживает 281 пенсионер, 232 ветерана труда, 94 ветерана трудового фронта, не осталось участников ВОв, 14 вдов участников ВОв, 9 участников локальных войн, 4 участника афганских событий, 2 ликвидатора аварии на Чернобыльской АЭС, 53 инвалида.
На протяжении многих лет в селе Горняк работает Совет ветеранов. Председателем его является Тубылова Валентиновна Ивановна. Благодаря её стараниям её подопечные получают полную информацию, конкретную помощь в уходе, в оформлении нужной документации, для каждого она найдет нужное слово. Также под её чутким руководством активной общественной деятельностью занимается Совет женщин с. Горняк, также Валентина Ивановна возглавляет первичную организацию Всероссийской политической партии «Единая Россия» в с. Горняк. Во многом благодаря неутомимой энергии этой женщины общественная жизнь в муниципальном образовании настолько активна.
Активно ведет деятельность Совет молодёжи под руководством Рыбаковой Светланы Владимировны. Представители Совета ежегодно принимают участие в районных и республиканских мероприятиях и занимают там призовые места. Два раза в год весной и осенью представители молодёжи собираются на молодёжный субботник, помогая тем самым обеспечить чистоту и порядок на территории МО.
В 2009 году созданы ещё две общественные организации. Это первичное отделение Удмурт Кенеш и Совет Отцов, который уже показал свою состоятельность как в оказании конкретной помощи детскому саду и школе, так и в культурной жизни села.

## Спортивная жизнь
Спортивная жизнь в МО достаточно активна. На районных соревнованиях муниципальное образование представлено во многих видах спорта. Это и волейбол, и баскетбол, и легкая атлетика, и многоборье, и шахматы, и некоторые другие. Традиционно сильными видами считаются волейбол и шахматы. Каждые соревнования по данным видам приносят в копилку МО призовые места. У нас есть предпосылки для развития многих видов, но долгое отсутствие специалиста по физической культуре приносит свои плоды. Его функции по подготовке команд к соревнованиям, подбору участников взвалила на себя художественный руководитель сДК, уполномоченный по делам молодёжи в МО Рыбакова Светлана Владимировна.
У нас немало спортсменов, которыми мы можем гордиться. 2 представителя МО входят в районную сборную по волейболу, 3 — в футбольную команду района, 1 — неизменный представитель Можгинского района по шахматам.
Многие радуют нас своими успехами за пределами МО. Это Тубылов Александр Витальевич — судья международной категории по волейболу, Бойко Сергей Петрович, Исымбаев Олег Альфатович.